# Venera 14
Venera 14 (tiếng Nga: Венера-14 (Venera trong tiếng Nga tương ứng với Venus trong tiếng Anh, nghĩa là Sao Kim)) là một tàu vũ trụ thám hiểm do Liên Xô sản xuất. Nó được phóng lên vào ngày 4 tháng 11 năm 1981 và đáp xuống Sao Kim vào năm 1982. Khi đến nơi, nó truyền phát những bức hình cho thấy bề mặt đen tối giống như than đá. Chỉ sau 54 phút hoạt động, Venera 14 đã bị hỏng do nhiệt độ quá cao trên hành tinh này.